# Hygrophorus hypothejus
Hygrophorus hypothejus (Fr.) Fr., 1838 è un fungo appartenente alla famiglia Hygrophoraceae.

## Descrizione
Il cappello ha mediamente un diametro di 25-60 mm, dapprima emisferico con un umbone ottuso più o meno rilevato, indi convesso e poi appianato infine depresso, a margine liscio o a maturità un po' costoluto, involuto, indi disteso, superficie glutinosa, liscia, cuticola spessa, separabile, colore bruno, bruno-oliva scuro e fino bruno.nerastro al centro in gioventù. A maturità gialloo-bruno, bruno-olivastro, verso il margine più chiaro.
Le lamelle sono decorrenti, rade, con brevi lamellule, abbastanza spesse, larghe, anche arcuate, di colore biancastro poi un po' giallognole, focate e anche anastomosate.
Il gambo da 45.75 x 5-10 mm, cilindrico, regolare, slanciato, anche incurvato, attenuato verso il basso, dove può essere appressato ad altri esemplari, in gioventù porta un velo parziale, glutinoso che rimane sul gambo dopo l'apertura del cappello, superficie asciutta, leggermente pruinosa e anche finemente striata, giallognola in prossimità delle lamelle, in basso porta uno strato di glutine, abbondante fino alla porzione centrale, più in basso porta poco glutine, corteccia rugosetta, colore biancastro, indi giallognolo come le lamelle, interno fibroso, poi si svuota.
La carne è scarsa, solo al centro del cappello è più spessa, un po' fibrosa nel gambo, di colore biancastro, poi giallo chiaro, odore lieve, fungino, sapore insignificante.
È commestibile ma è necessario asportare la cuticola a causa del glutine da cui è ricoperta.
Habitat in zone erbose e umide, sotto conifera, in particolare sotto Pinus, in pianura, collina, montagna, in autunno-inverno.
Spore 7-8,5 x 4,5-5 millesimi di millimetri, ellittiche o un po' allungate.
Epicute con numerose ife strette diametro 1.2-5 millesimi di millimetro, rialzate, lunghe fino a 200 millesimi di millimetro, inglobate in uno spesso strato gelatinoso, ramificate con numerosi giunti a fibbia.